# Gustavo Poyet
Gustavo Augusto Poyet Domínguez, mais conhecido como Gustavo Poyet (Montevidéu, 15 de novembro de 1967), é um treinador e ex-futebolista uruguaio, que atualmente está sem clube.

## Carreira
Poyet (apesar da presença do 't' em seu nome, pronuncia-se apenas Poye) iniciou sua carreira no futebol francês, quando tinha 20 anos, no pequeno Grenoble. Sua passagem pelo futebol francês duraria apenas um temporada, conseguindo bons números para um meia estreante: oito tentos em 37 partidas. Retornaria em seguida para seu país, se transferindo para o River Plate local. Sua passagem pelo Uruguai também durou apenas uma temporada, tendo retornado no ano seguida à Europa, mas dessa vez seguindo para o futebol espanhol, aceitando uma proposta do Real Zaragoza.
Sua passagem em Zaragoza seria bem sucedida, além de ser a mais longa em sua carreira, onde se tornou um dos maiores jogadores do clube. Porém, apesar de grande passagem, os títulos de grande expressão foram poucos, apenas dois. O primeiro aconteceu em sua quarta temporada, quando venceu a Copa da Espanha. Na temporada seguinte, viria o segundo e último, com a conquista da Recopa Europeia da UEFA. Após essa última conquista, participou com sua Seleção (que fizera sua estreia dois anos antes, contra o Peru), da sua última conquista do futebol: a Copa América de 1995, onde foi eleito o melhor jogador do torneio.
Permaneceria mais duas temporadas no Zaragoza, quando se transferiu gratuitamente para o futebol inglês, com destino o Chelsea. Sua passagem na Inglaterra seria vitoriosa, mas tendo começado de uma péssima forma: logo em suas primeiras partidas, Gus sofreu uma grave lesão nos ligamentos do joelho, tendo ficado afastado durante alguns meses, mas retornando a tempo da conquista da sua segunda Recopa Europeia da UEFA na carreira, além de terminar como segundo melhor artilheiro do clube na temporada.
Na temporada seguinte, se tornaria o grande heroi do clube na conquista da Supercopa da UEFA sobre o Real Madrid, quando marcou o único tento da partida aos 82 minutos, garantido seu terceiro título europeu na carreira. Ainda conquistaria a Copa da Inglaterra duas temporadas depois, pouco antes de ser liberado para se transferir para o Tottenham Hotspur, que pagou 2,2 milhões de libras. Sua intenção de permanecer no Chelsea foi frustrada quando o novo treinador, o italiano Claudio Ranieri iniciou uma limpa no elenco, dando preferência a jogadores mais novos. E, no próprio Tottenham, Gus encerraria sua carreira, após mais três temporadas, tendo sofrido com graves lesões durante o período.

## Treinador
Pouco tempo após se aposentar profissionalmente, Poyet iniciou sua nova trajetória no futebol como assistente deu seu ex-companheiro de Chelsea, Dennis Wise, no Swindon Town. Sua passagem pelo Swindon duraria pouco menos de quatro meses, quando recebeu uma proposta do Leeds United, onde continuaria com a função de assistente de Wise. Durante sua passagem no Leeds, Gus teve a oportunidade de voltar a jogar profissionalmente, quando participou de algumas partidas amistosas com o clube, mas acabando por não retornar sua carreira.
Na temporada seguinte ao Leeds, Poyet retornou ao Tottenham como assistente do espanhol Juande Ramos. Sua passagem pelo clube durante apenas uma temporada, mas Gus esteve presente na conquista da Copa da Liga sobre sua ex-equipe, o Chelsea, quebrando um jejum de nove temporadas do clube sem conquistar títulos de expressão. No final do ano seguinte, Poyet recebeu sua primeira oportunidade no comando de um clube, quando recebeu uma proposta do Brighton & Hove Albion. Inicialmente, com contrato de uma temporada e meia, após boa campanha no campeonato, livrando a equipe do rebaixamente, seu contrato foi renovado por mais quatro temporadas.
De 2013 a 2015 esteve à frente do Sunderland, equipe que ajudou a escapar do rebaixamento em 2014. Foi o primeiro treinador uruguaio da história na Premiere League, tendo altos e baixos no comando do time inglês.Entre seus feitos, levou o Sunderland a final da copa da liga inglesa e em 19 de abril de 2014, Poyet derrotou José Mourinho em sua primeira derrota em casa da liga com o Chelsea, uma vitória por 2-1 em pleno Stamford Bridge.
Depois colecionou passagens rápidas no comando do AEK Atentas (outubro de 2015 até abril de 2016) e Real Bétis (Maio a Novembro de 2016), quando foi demitido. Desde o fim de 2016 é o treinador do time chinês Shangai Shenhua, onde dirige entre outros Carlitos Tévez.

## Títulos

### Como jogador
Real Zaragoza
- Copa da Espanha: 1994
- Recopa Europeia da UEFA: 1995

Chelsea
- Recopa Europeia da UEFA: 1998
- Supercopa da UEFA: 1998
- Copa da Inglaterra: 2000
- Supercopa da Inglaterra: 2000

Uruguai
- Copa América: 1995

Individual
- Seleção da Copa América: 1995

### Como treinador
Brighton & Hove Albion
- Football League One: 2011

Universidad Católica
- Supercopa do Chile: 2020

Individual
- League One Manager of the Year: 2010–11[8]
- League One Manager of the Month: September 2010, March 2011[9]
- Football League Award for Outstanding Managerial Achievement: 2011[8][10]